# Мадонна Диоталеви
«Мадонна Диоталеви» — картина итальянского художника эпохи Возрождения Рафаэля, написанная в 1504 году. Название происходит от имени первого владельца картины — Диоталеви ди Римини. На картине изображены Дева Мария с младенцем Иисусом на руках, благословляющая Иоанна Крестителя.
В картине ощутимо влияние учителя Рафаэля Перуджино. Долгое время она считалась работой Перуджино.